# Camp magnètic interplanetari

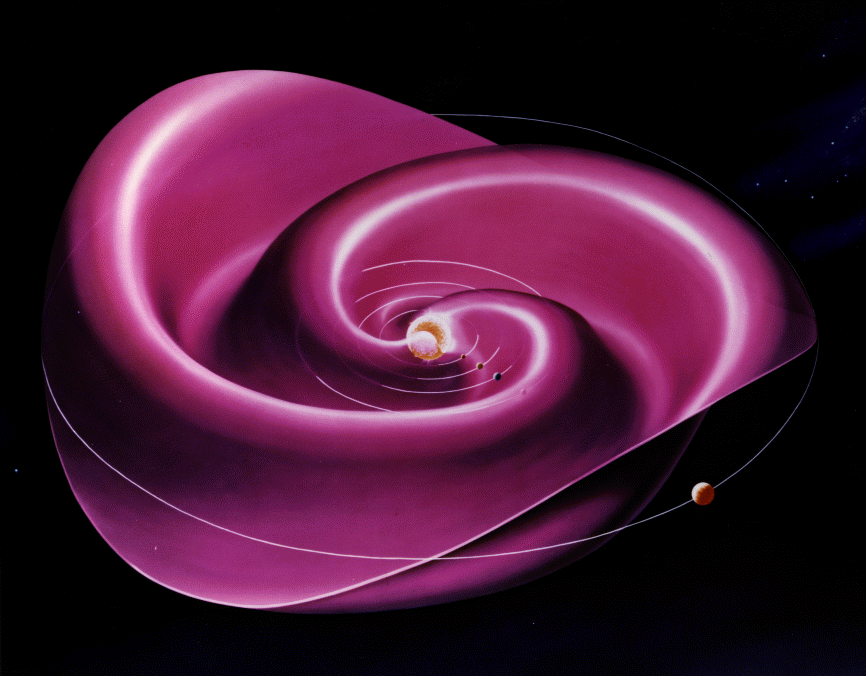
L'heliosfera és una forma tridimensional d'una espiral de Parker que resulta de la influència del camp magnètic rotacional del sol en el plasma del medi interplanetari.

El camp magnètic interplanetari és el terme que defineix el camp magnètic solar transportat pel vent solar entre els planetes del sistema solar. '

Una simulació de vídeo del camp magnètic de la Terra interactua amb el camp magnètic (solar) interplanetari (IMF)

Com el vent solar és un plasma, presenta les característiques magnetohidrodinàmiques del plasma, i no tant les d'un simple gas. Per exemple, és un bon conductor elèctric per tant les línies del camp magnètic del Sol es transporten amb el vent. La pressió dinàmica del vent domina sobre la pressió magnètica a través de la major part del sistema solar (o heliosfera), de manera que el camp magnètic és empès en una espiral d'Arquímedes (espiral de Parker) per la combinació del moviment enfora amb la rotació solar. Depenent de l'hemisferi terrestre i la fase del cicle solar, l'espiral del camp magnètic serà cap endins o enfora; el camp magnètic segueix la mateixa forma d'espiral les parts nord i sufde de l'heliosfera, però amb direcció del camp oposades. Aquests dos dominis magnètics estan separats per dues làmines de corrent (un corrent elèctric confinat en un pla corbat). Aquesta làmina de corrent heliosfèrica té una forma similar a la de la faldilla d'una ballarina, i canvia la seva forma depenent del cicle solar, ja que el camp magnètic solar s'inverteix cada 11 anys.
El plasma del medi interplanetari és també responsable de la força del camp magnètic solar en l'òrbita de la Terra per sobre 100 vegades més grans que originalment es va pensar. Si l'espai fos buit, llavors el camp magnètic dipolar del sol de 
10-4 tesla es reduiria amb el cub de la distància fins al 10-11 tesla. Però observacions fetes per satèl·lit mostren que és unes 100 vegades més gran, al voltant de 10-9 tesla. La teoria magnetohidrodinàmica prediu que el moviment d'un fluid conductor (com el medi interplanetari) en un camp magnètic, indueix corrents elèctrics que alhora generen camps magnètics, i en aquest aspecte es comporta com una dinamo magnetohidrodinàmica.